# 克拉斯诺肖洛夫卡农村居民点
克拉斯诺肖洛夫卡农村居民点（俄语：Красносёловское сельское поселение）是俄罗斯联邦沃罗涅日州彼得罗巴甫洛夫卡区所属的一个农村居民点。其下辖有1个居民点，行政中心为克拉斯诺肖洛夫卡。据2016年统计，该农村居民点的人口为1351人。